# Anastasia Ivankova
Anastasia Ivankova (vitryska: Настасся Іванкова), född den 22 november 1991 i Minsk, Vitryssland, är en vitrysk gymnast.
Hon var med och tog OS-silver i trupp i rytmisk gymnastik i samband med de olympiska gymnastiktävlingarna 2012 i London.
Hon tog även OS-brons i trupp i rytmisk gymnastik i samband med de olympiska gymnastiktävlingarna 2008 i Peking.